# Parc national Baw Baw

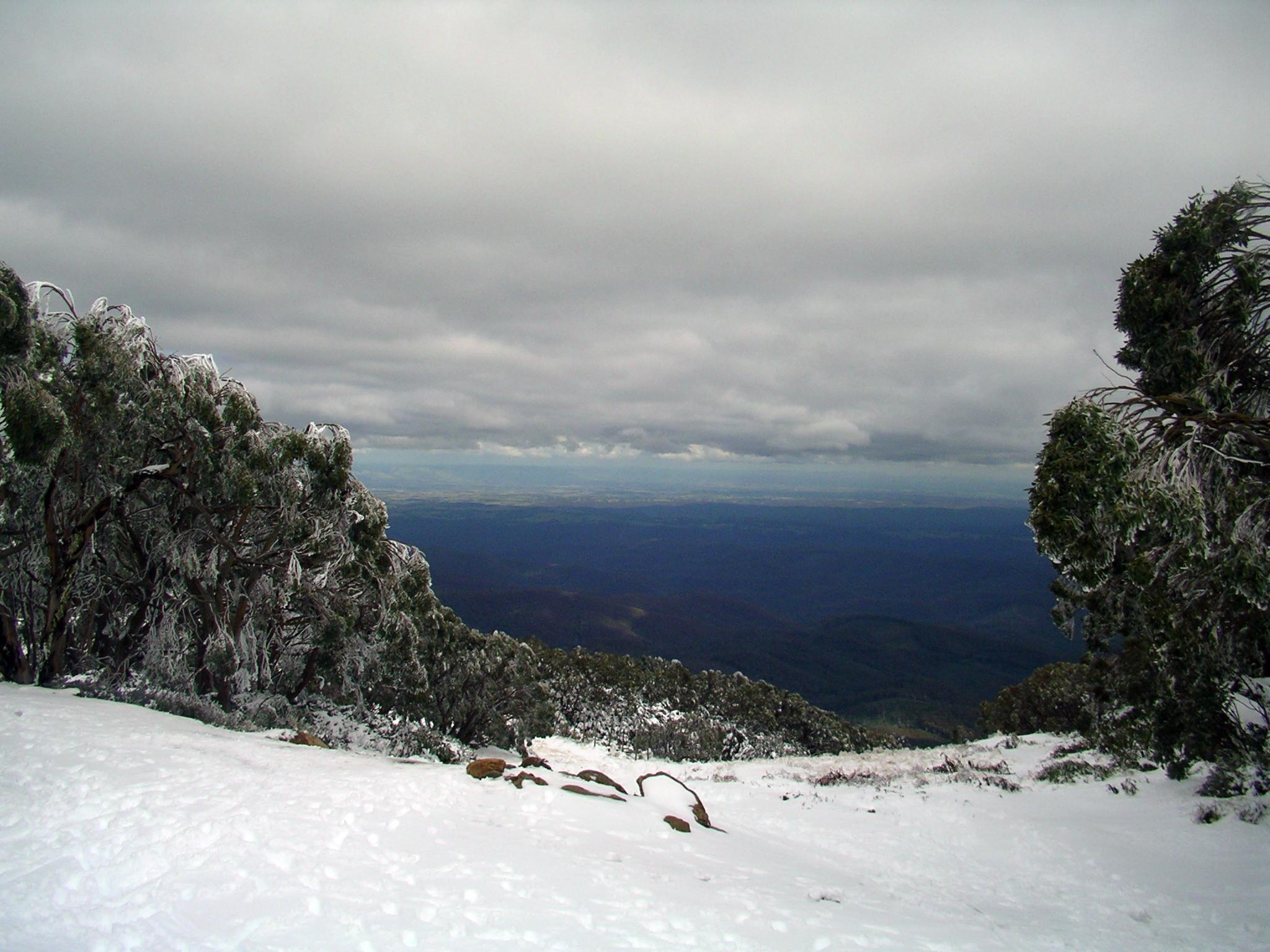
Le Gippsland vu du Mont Baw Baw.

Le parc national Baw Baw est un parc national situé au Victoria en Australie à 111 km  à l'est de Melbourne. Il abrite le plateau et le mont Baw Baw une petite station de ski. 
Le nom Baw Baw est d'origine aborigène et voudrait dire écho mais sans aucune certitude.
La végétation typique du parc est faite de prairies, de landes et d'une espèce d'eucalyptus, le gommier des neiges correspondant à la végétation sub-alpine australienne. Le parc abrite le phalanger de Leadbeater un marsupial en danger et animal emblème du Victoria. 